# Девица (астролошки знак)
Девица (♍) (лат. Virgo) је један од дванаест астролошких знакова. Особе са овим астролошким знаком су рођене у периоду од 23. августа до 22. септембра. Овај знак припада скупини земљаних астролошких знакова.
- Елемент: Земља
- Омиљене боје: Зелена, тамнобраон
- Осетљиви делови тела: Нервни систем, црева и доњи стомак
- Парњак у кинеском хороскопу: Петао
- Владајућа планета: Меркур
- Кућа: Шеста
- Амајлија: Сардоникс

## Личност и карактеристике
Са константним обраћањем пажње на детаље, Девица је знак у Зодијаку који је највише посвећен служењу. Њихов дубок смисао за хуманост чини их најбрижнијим знаком Зодијака, а методичан приступ животу обезбеђује да ништа не буде препуштено случају. 
Девица је као Бик и Јарац земљани знак, а они воле конзервативне и организоване ствари. 
Пошто је Меркур владајућа планета Девице, верује се да ове особе имају добро развијен осећај за говор и писање.
Како је нервни систем повезан са овим знаком, по астрологији, овај знак треба да се чува прекомерног стреса.
Овај знак је познат по ситничавости.
Девице више воле да имају пар стабилних веза него много партнера. Животне партнере бира по томе колико осећају да су важни и потребни у њиховом животу. Они су посвећени партнери који с времена на време воле изазове.
Веома посвећени породици, особе рођене у знаку девице прве ће прискочити у помоћ када је потребна помоћ и нега. Најбрижнији су према старим и болесним особама. Ипак нису особе које ће директно показати своја осећања, радије ће то урадити кроз конкретна дела.
“Анализираћу прво” је кључни израз који карактерише личност Девице, док је практичност њихова кључна особина. Марљива, оштроумна и склона науци, Девица ће увек знати како да дође до сржи проблема. Изузетно су методични и добри у пословима који захтевају добру организацију. Уколико нешто не функционише како би требало, запослите Девицу.
Најпогоднији посао за Девицу је лекар, медицинска сестра, психолог, учитељ, писац и критичар.
Воле уметност и уживају да са пуно укуса украсе свој дом.
Најбоље ће се снаћи са земљаним и воденим знаковима.